# Personnages de Skins
 (janvier 2023).
Si vous disposez d'ouvrages ou d'articles de référence ou si vous connaissez des sites web de qualité traitant du thème abordé ici, merci de compléter l'article en donnant les références utiles à sa vérifiabilité et en les liant à la section « Notes et références ».
En pratique : Quelles sources sont attendues ? Comment ajouter mes sources ?

Logo d'ouverture de Skins

Cet article présente les personnages de la série britannique Skins.

## Première génération (2007-2008)
Ces personnages apparaissent exclusivement dans les saisons 1 et 2 de la série.
Redd S. O'Halon

### Personnages principaux
Les personnages suivants participent de manière active au déroulement de la série.
| Nom du personnage | Acteur                                      | Saisons   | Épisodes dédiés  |
| --- | ------------------------------------------- | --------- | ---------------- |
| Anthony "Tony" Stonem | Nicholas Hoult (VF : Yoann Sover)           | 1 - 2     | 1.01, 2.01, 2.06 |
| Dans la première saison et notamment dans les premiers épisodes il est présenté comme le meneur du groupe. Il aime manipuler les gens autour de lui qui ne se rendent malheureusement compte de rien, à l'exception peut-être de Jal. Michelle est sa petite amie cependant cela ne l'empêche d'avoir d'autres aventures notamment avec Abigail qui est amoureuse de lui. Vers la fin de la première saison il perd peu à peu la confiance de tous ses amis et l'estime que lui portaient Sid et Michelle. Il se retrouve peu à peu isolé du groupe. Il est renversé par un bus alors qu'il se repentissait auprès de Michelle et lui disait sincèrement qu'il l'aimait. Dans l'inter-saison lors de mini-épisodes on apprend qu'il est dans le coma à l'hôpital. Dans le premier épisode de la deuxième saison on le voit vivant mais avec des capacités motrices et intellectuelles fortement altérées. Maxxie s'est rapproché de lui tandis que Michelle ne lui a même pas rendu visite à l'hôpital et que Sid hésite à lui parler. Les autres de la bande le considèrent comme un boulet et s'en occupent un peu non pas par affection mais par pitié. |                                             |           |                  |
| |                                             |           |                  |
| Michelle Richardson | April Pearson (VF : Caroline Lallau)        | 1 - 2     | 1.07, 2.04       |
| Michelle est la copine de Tony, avec qui elle entretient une relation des plus ambiguë et conflictuelle. Elle est surnommée "Nib" (Nips en VO) par Tony qui la raille constamment sur sa poitrine. Avec lui, c'est un peu "je t'aime moi non plus", ils se permettront quelques écarts notamment à cause de l'incapacité de Tony à lui révéler ses sentiments et tout ceci sera accentué par le handicap de Tony dans la saison 2. |                                             |           |                  |
| |                                             |           |                  |
| Sidney "Sid" Jenkins | Mike Bailey (VF : Brice Ournac)             | 1 - 2     | 1.05, 2.03       |
| Sidney, presque toujours appelé Sid est vierge. Jusqu'à la fin de la première saison c'est le meilleur ami de Tony. Il l'admire et l'envie, vivant dans son ombre : on ne voit jamais l'un sans l'autre. Il aime secrètement Michelle et est vraisemblablement inconscient de l'affection portée par Cassie à son égard. À la fin de la saison 1, Sid et Cassie se rapprochent tout de même. Durant l'inter-saison lors de mini-épisodes et notamment des Lost Weeks on le voit rendre visite à Tony à l'hôpital. Lors du début de la saison 2 il ne parle plus à Tony qui vient juste de sortir du coma. Il se sent fortement coupable de ne pas oser l'affronter et de ne pas l'aider alors qu'il en a grand besoin. |                                             |           |                  |
| |                                             |           |                  |
| Cassandra "Cassie" Ainsworth | Hannah Murray (VF : Laëtitia Godès)         | 1 - 2 - 7 | 1.02, 7.04       |
| Cassie est à la fois l'amie de tout le monde, et l'amie de personne. Anciennement très amie avec Michelle, elle se remet peu à peu de ses troubles alimentaires et a beaucoup d'affection pour Sid qui la repousse sans arrêt jusqu'à un certain point. Elle lui donne plusieurs fois une chance dans la saison 1 avant de faire une tentative de suicide parce que Sid n'éprouve pas d'attirance réciproque pour elle. Sid se sentira fautif de passer à côté d'une fille qui l'aime pour ce qu'il est et ils finiront finalement en couple à la fin de la saison 1. Dans la saison 2, Cassie a déménagé pour l'Écosse et ils entretiennent une relation à distance, qui sera parsemée d'embuches. |                                             |           |                  |
| |                                             |           |                  |
| Christopher "Chris" Miles | Joe Dempsie (VF : Romain Redler)            | 1 - 2     | 1.04, 2.05       |
| Chris est le fêtard junkie de la bande, il a un passé difficile ce qui ne facilite pas sa vie actuelle ; d'ailleurs sa philosophie principale : « je m'en branle » facilite pas mal de choses. Il n'hésite pas à montrer à Angie, sa prof de psychologie qu'elle lui plait beaucoup. Il adore essayer toutes sortes de substances plus ou moins licites. Son frère ainé est décédé d'une hémorragie méningée lorsqu'il était plus jeune. Il entretiendra une relation secrète avec Angie à partir de l'épisode du voyage en Russie et sa vie sentimentale prendra une tout autre tournure dans la saison 2. |                                             |           |                  |
| |                                             |           |                  |
| Jalander "Jal" Fazer | Larissa Wilson (VF : Sylvie Jacob)          | 1 - 2     | 1.03, 2.08       |
| Jal joue de la clarinette et passe son temps à répéter pour la récompense du meilleur musicien de l'année. Elle vit avec son père, artiste et producteur de rap reconnu, et ses deux frères, Lynton et Ace qui malgré leurs taquineries, la protègent quand c'est nécessaire. C'est un peu la sérieuse de la bande qui passe plus de temps à s'occuper des autres que d'elle-même. Sa mère a quitté le domicile lorsqu'elle était jeune et cela a créé des tensions dans la famille. Elle éprouve un petit quelque chose pour Chris et se permet souvent de le remettre en place. Dans la saison 2, elle devra faire face à de sérieux problèmes. |                                             |           |                  |
| |                                             |           |                  |
| Max "Maxxie" Oliver | Mitch Hewer (VF : Hervé Grull)              | 1 - 2     | 1.06, 2.01       |
| Maxxie est mignon, gay et très fier de l'être. En dehors du lycée il est danseur de claquettes et pratique aussi le breakdance. Son meilleur ami est Anwar et c'est aussi le plus sensible de la bande. Il ne comprend pas pourquoi Anwar ne veut pas révéler à sa famille qu'il côtoie un gay et se sent rejeté pour cela. Lors du voyage en Russie, Tony fera quelque chose de pas très bien avec, ce qui sera à l'origine de la première grosse rupture entre Michelle et Tony. Dans la saison 2 il devra faire face à des problèmes relationnels. |                                             |           |                  |
| |                                             |           |                  |
| Anwar Kharral | Dev Patel (VF : Alexandre Nguyen)           | 1 - 2     | 1.06             |
| Anwar est Pakistanais et musulman pratiquant, en apparence seulement. Il se permet pourtant de boire, de se droguer et de faire la fête mais se rattrape sur ses prières, qu'il n'oublie jamais de faire. Son amitié avec Maxxie lui pose des problèmes moraux et déclare qu'être homosexuel c'est mal et que c'est interdit par le Coran (que lui-même ne respecte pas, ironiquement). Anwar aime aussi beaucoup le sexe, il ne pense pratiquement qu'à ça en fait. À la fin de la saison 1, il est enfin réconcilié avec Maxxie qui a fait son coming-out auprès du père d'Anwar. Dans la saison 2, il devra choisir entre son amitié avec Maxxie et l'amour - ou presque. |                                             |           |                  |
| |                                             |           |                  |
| Lucy "Sketch" | Aimee-Ffion Edwards (VF : Alexandra Garijo) | 2         | 2.02             |
| Sketch est une fille un peu dingue qui vit dans un appartement en face de celui de Maxxie, à qui elle voue une obsession malsaine. Sa mère, clouée à la maison et atteinte de sclérose en plaques, est persuadée que Maxxie est le petit-ami de sa fille, ignorant bien sûr qu'il est gay. Maxxie découvrira par la suite l'identité de sa "fan" et la confrontera. Plus tard elle essaiera de s'approprier Anwar et ira même jusqu'à le relooker physiquement pour ressembler à Maxxie. |                                             |           |                  |

### Personnages secondaires
Le groupe de personnages qui a ont un rôle secondaire dans le développement de la série.
- Abigail "Abby" Stock (Georgina Moffat) : une fille issue d'un milieu aisé qui est très proche de Tony. Sa mère travaille dans le centre de réhabilitation dans lequel Cassie a séjourné.

- Posh Kenneth (Daniel Kaluuya) : le garçon noir et friqué de la bande. Kenneth est le personnage le moins développé des personnages principaux puisqu'il n'a que quelques lignes en tout et pour tout. La plupart du temps il parle soit comme un bad boy, soit en articulant à l'excès.

- Madison "Mad" Twatter (Stephen Martin Walters) : Mad Le Barge dans la version française. Un dealeur de drogue qui apparait pour la première fois dans « Tony ». Sid lui doit 300£ pour 3 onces de marijuana. Perdant patience, il s'improvise professeur remplaçant dans le lycée de Sid afin de faire pression sur lui. Plus tard il confronte Sid lorsqu'il est avec Jal et lui vole sa carte de crédit et son code. Il casse ensuite la clarinette de Jal contre un mur. On le voit pour la dernière fois dans l'épisode « Jal » lorsqu'il se fait emmener par les hommes du père de Jal.

- Josh Stock (Ben Lloyd-Hughes) : le frère d'Abigail qui apparait pour la première fois dans l'épisode « Michelle ». Après avoir quitté Tony, Michelle sort avec lui. Il révèle à Michelle qu'il pense que sa mère (la psychiatre de Cassie) est « psychotique » car elle analyse constamment ses enfants. Il se déclare être totalement différent lorsqu'il ne prend pas ses pilules contre le stress. Ayant surement appris cela de la part d'Abigail, Tony organise un coup monté en subtilisant le portable de Josh et en envoyant à Michelle des photos très osées d'Abigail. Michelle pense que Josh est un malade mental et elle le quitte. Josh réapparait dans « Effy » et cherche à tout prix à se venger de ce que Tony lui a fait subir. Sachant combien Tony aime sa sœur, il la prend en otage, la drogue et appelle Tony. Quand celui-ci arrive, il tabasse Tony à l'aide de ses amis et l'oblige à avoir une relation sexuelle avec Effy (par rapport au fait que Michelle ait cru que Josh couchait avec sa propre sœur), sinon il n'appellera pas une ambulance. Tony craque et révèle qu'il ne peut pas faire ça. Josh l'oblige à le supplier d'arrêter, ce que Tony fait. Ils sont ensuite libres de partir.

- Pandora Moon (Lisa Backwell) : dans l'épisode 7 de la saison 2. Nouvelle dans la classe d'Effy, un peu coincée mais plus pour très longtemps lorsqu'Effy la prend sous son aile.

- Jake (Angus Harrison) : un des amis d'Effy obsédé par l'idée de coucher avec elle. Effy l'envoie chez Cassie après qu'il lui ait rendu service, cela va mener à sa réunification avec Sid.

- James (Sean Verey) : un cycliste gay qui intéresse beaucoup Maxxie depuis l'épisode 8 de la saison 2. À la fin de la saison 2, Maxxie et lui sont ensemble et partent s'installer à Londres.
- Donald : Il traine toujours avec les frères de Jal (saison 1), il se considère comme vraiment faisant partie de la famille Fazer.

### Familles

#### Tony & Effy (Anthony et Elisabeth)
- Jim Stonem (Harry Enfield) : le père de Tony qui se laisse vite déborder par Tony et Effy.
- Anthea Stonem (Morwenna Banks) : la mère de Tony qui contrairement à son mari est calme et posée. Elle a des phases dépressives qui se manifestent quand son mari s'absente.

#### Michelle
- Anna Richardson (Arabella Weir) : la mère de Michelle qui change régulièrement de mari et pense à chaque fois avoir trouvé le bon.
- Malcolm (Danny Dyer) : le beau-père de Michelle et troisième mari de la mère de Michelle dans la saison 1. Cassie l'appelle Martin.
- Scarlett (Sia Berkeley) : la fille du nouveau mari de la mère de Michelle, très délurée et à la poitrine généreuse.

#### Cassie (Cassandra)
- Marcus Ainsworth (Neil Morrissey) : le père de Cassie. Il aime peindre sa femme nue et expose ses peintures partout dans la maison.
- Margeritte Ainsworth (Naomi Allisstone) : la mère de Cassie qui se laisse volontiers peindre nue.
- Reuben Ainsworth : le petit frère de Cassie, qui est obligée de s'occuper de lui car il est souvent négligé par ses parents.

#### Jal (Jalander)
- Ronnie Fazer (Mark Monero) : le père de Jal. Il semble au début délaisser sa fille pour sa carrière musicale mais éprouve en fait un profond amour pour sa fille lorsqu'il s'occupe de Mad Twatter.
- Ace Fazer (Troy Glasgow) : le frère de Jal. Il rêve de devenir rappeur et ignore sa sœur jusqu'à ce qu'elle ait vraiment besoin de lui.
- Lynton Fazer (Adrian Fergus Fuller) : l'autre frère de Jal qui souhaite aussi devenir rappeur.

#### Chris (Christopher)
- Graham Miles (Mark Heap) : le père de Chris, inconnu jusqu'à la saison 2, il quitte sa famille après la mort du frère de Chris, Peter.
- La mère de Chris (Annie Hulley) : elle quitte son domicile et laisse Chris seul dans la saison 1. Aperçue brièvement dans la saison 2.
- Mary Miles (Sarah Lancashire) : la belle-mère de Chris, gentille à son égard.
- Peter Miles : le frère aîné de Chris, mort d'une tumeur. Depuis ce jour, la famille de Chris est éclatée.
- Sammy Miles : le bébé demi-frère de Chris apparu dans la saison 1.

#### Sid (Sidney)
- Mark Jenkins (Peter Capaldi) : le père de Sid. Il possède une Rover Mini qui a été forcée au moins deux fois par Tony. Il a un mauvais tempérament et juge très facilement et rapidement son fils, qu'il décrit souvent comme un « branleur ». Il est en admiration devant Tony qu'il pense être parfait modèle pour Sid. À cause de ses sautes d'humeur à répétitions, sa femme le quitte dans l'épisode « Sid ». Sid oblige son père à s'excuser afin de la récupérer, mais il n'est pas précisé dans les épisodes suivants s'il a réussi ou pas. Dans la deuxième saison, il meurt alors qu'il venait juste de récupérer sa femme.
- Elizabeth "Liz" Jenkins (Josie Lawrence) : la mère de Sid.
- Alex (Maurice Roëves) : le grand-père de Sid, il montre ouvertement qu'il préfère Sandy à Mark.
- Sandy (Michael Nardone) : l'oncle de Sid.
- Lex (Jonny Forrest) et Ally Jenkins (Bryan Wilson) : les cousins de Sid, ils sont roux et odieux avec lui.

#### Anwar
- Istiak Kharral (Inder Manocha) : le père d'Anwar, très impliqué religieusement. Cependant, il démontre une certaine ouverture d'esprit notamment par rapport à Maxxie qui est homosexuel.
- Bibi Kharral (Nina Wadia) : la mère surprotectrice d'Anwar.
- Oncle Muneer (Nish Nathwani) : l'oncle d'Anwar qui adore le railler et l'humilier constamment. Il s'improvise DJ à son anniversaire.

#### Max (Maxxie)
- Walter Oliver (Bill Bailey) : le père de Maxxie, entrepreneur et amateur de concours canins, il aimerait que Maxxie devienne comme lui un entrepreneur, ce que Maxxie refuse puisqu'il veut devenir danseur.
- Jackie Oliver (Fiona Allen) : la mère de Maxxie, amie d'Anthea Stonem, elle faisait le ménage chez elle et s'occupait de Tony lorsqu'il était bébé.

### Personnel du Roundview College
- Angie (Siwan Morris) : Angie est une prof de psychologie au lycée et éprouve un petit quelque chose pour Chris. Elle cède et couche avec lui pour la première fois dans l'épisode « Maxxie et Anwar » lors du voyage en Russie en se jurant de ne jamais recommencer, ce qui ne sera pas si simple. Elle quitte le lycée à la fin de la saison 1 et n'enseigne donc plus à Roundview. Elle fera passer un message d'au revoir à ses élèves et à « Monkey Man » (Chris) et son « spaghetti ». Elle rencontrera Chris par hasard dans la saison 2.

- Tom Barkley (Robert Wilfort) : Tom est le prof d'histoire un peu niais qui aime vraiment son travail. Il essaie de motiver constamment ses élèves. Il a de l'affection pour Angie et donna une seconde chance à Sid lorsqu'il rata complètement sa première année. Dans l'épisode en Russie, il s'improvise guide et essaie de passer la vitesse supérieure avec Angie. Il se fait remettre à sa place par celle-ci et, vexé, il la traite de « frigide ».

- Doug (Giles Thomas) : professeur de biologie qui officiellement se plaint des grossièretés de Claire, mais qui officieusement entretient une relation avec elle. Il remplacera Angie dans la saison 2 et dirigera la fin de la comédie musicale sur le 11 septembre.

- Bruce Gelcart (Shane Richie) : Bruce est le professeur de théâtre qui dirige la pièce « Ossama the musical », comédie musicale portant sur le 11 septembre. Il propose à Maxxie de lui montrer comment un hétéro doit embrasser et en profite donc pour embrasser fougueusement Michelle. Il se fait renvoyer du lycée par Sketch qui l'accuse d'attouchements sexuels afin de récupérer le rôle principal dans la pièce.

- Marnie (Wendy Brierley) : cuisinière du lycée, elle hait Jamie Oliver à cause de sa campagne pour la nourriture saine, ce qui oblige Marnie à porter un costume de sardine.

- Josie Long (Josie Long) : Josie est la conseillère d'orientation un peu fofolle du lycée. Elle apparait pour la première fois dans les Unseen Skins et est ensuite présente dans l'épisode Chris de la saison 2. On la revoit à l'enterrement de Chris aux côtés des autres lycéens. Josie Long est en fait une des scénaristes de la série.

- Claire (Pooky Quesnel) : Claire est la prof de musique qui est tout le temps en train de jurer, elle s'occupe aussi de l'orchestre dans lequel joue Jal.

- Harriet Lawes (Victoria Wicks) : la directrice du lycée Roundview.

## Deuxième génération (2009-2010)
Ces personnages apparaissent exclusivement dans les saisons 3 et 4 de la série.

### Personnages principaux
Les personnages suivants participent de manière active au déroulement de la série.
| Nom du personnage | Acteur                                | Saisons          | Épisodes dédiés              |
| --- | ------------------------------------- | ---------------- | ---------------------------- |
| Elizabeth "Effy" Stonem | Kaya Scodelario (VF : Karine Foviau)  | 1 - 2 -3 - 4 - 7 | 1.08, 2.07, 3.08, 4.07, 7.02 |
| La petite sœur de Tony adopte la même attitude que lui. Intelligente et calculatrice, elle n'est âgée que de 14 ans dans la première saison et passe déjà plusieurs nuits par semaine à faire la fête avec des connaissances beaucoup plus vieilles qu'elle, dans des boîtes de nuit ou des entrepôts. Tony est la seule personne qu'elle apprécie vraiment. Elle considère que l'amour comme l'amitié sont des valeurs superficielles, et n'entretient que des rapports limités avec ses parents, qui, bien sûr, la voient comme une adolescente banale, assidue à ses cours de l'école pour jeunes filles de la ville et bien élevée. Sa naïveté dû à son jeune âge l'entrainera pourtant à se faire enlever par Josh Stock à qui Tony a joué un mauvais coup du fait qu'il est sorti avec Michelle. Josh se venge alors en attirant le grand frère protecteur dans un piège censé lui faire regretter amèrement ses blagues de mauvais goût. Dans la saison 2, elle est plus présente et aide beaucoup Tony à se remettre de son accident. Effy sera le personnage principal des saisons 3 et 4 succédant ainsi à son frère. |                                       |                  |                              |
| |                                       |                  |                              |
| Pandora Moon | Lisa Backwell (VF : Adeline Chetail)  | 2 - 4            | 3.04                         |
| Pandora est la meilleure (et sans doute la seule) amie d'Effy. Présentée au cours de la saison 2, au départ coincée, elle avait été rapidement dévergondée par Effy. Naïve et très lunaire, Pandora s'intéresse aux chenilles et à l'univers d'Harry Potter. Elle est toujours vierge et sa mère ne veut pas qu'elle sorte avec des garçons. |                                       |                  |                              |
| |                                       |                  |                              |
| James Cook | Jack O'Connell (VF : Donald Reignoux) | 3 - 4 - 7        | 3.02, 4.03, 7.06             |
| Cook est un casse-cou charismatique et audacieux qui n'a jamais peur d'enfreindre les règles, ni de provoquer. Il boit énormément, téméraire et tête brûlée, il est prêt à aller très loin pour obtenir ce qu'il veut. |                                       |                  |                              |
| |                                       |                  |                              |
| Frederick "Freddie" McClair | Luke Pasqualino (VF : Juan Llorca)    | 3 - 4            | 3.05, 4.05                   |
| Freddie est un skater meilleur ami de Cook et de JJ. Ayant perdu sa mère jeune, il a été obligé de grandir plus vite. D'ailleurs, de ses amis, c'est sans doute lui le plus responsable, modérant souvent les ardeurs de Cook. Il est fasciné par Effy dès qu'il la voit pour la première fois. |                                       |                  |                              |
| |                                       |                  |                              |
| Jonah Jeremiah "JJ" Jones | Ollie Barbieri (VF : Franck Lorrain)  | 3 - 4            | 3.07, 4.06                   |
| JJ est le meilleur ami de Freddie et de Cook. Timide et socialement peu avantagé, il présente quelques signes de neuro-atypie et est vraisemblablement autiste. Il est par ailleurs très intelligent et possède une très grande mémoire, et c'est aussi un prestidigitateur doué qui fait des tours de magie pour impressionner ses amis. Il participe souvent aux coups foireux de Cook, mais il n'a pas autant de chance que son ami et se fait souvent avoir. Il fait souvent office de tampon entre Cook et Freddie, notamment lorsque les deux sont en froid. |                                       |                  |                              |
| |                                       |                  |                              |
| Naomi Campbell | Lily Loveless (VF : Olivia Luccioni)  | 3 - 4 - 7        | 3.06, 4.02, 7.02             |
| Naomi est une idéaliste passionnée de politique pleine de principes et d'ambition qui porte le prénom et le nom d'une top-model (Naomi Campbell), ce qui lui vaut quelques moqueries. Elle est copieusement détestée par Katie, alors qu'Emily semble vouloir mieux la connaître. Les excentricités de Cook l'agacent au plus haut point, ce qui semble beaucoup amuser ce dernier. |                                       |                  |                              |
| |                                       |                  |                              |
| Emily Fitch | Kathryn Prescott (VF : Cécile Nodie)  | 3 - 4 - 7        | 3.09, 4.02, 7.02             |
| Emily est la sœur jumelle de Katie. Contrairement à cette dernière, Emily est timide et effacée, et dépend souvent de Katie, pour qui elle sert de faire-valoir. Malgré cela, elle semble vouloir se rapprocher de Naomi et ne sait pas trop comment accepter son homosexualité. |                                       |                  |                              |
| |                                       |                  |                              |
| Katherine "Katie" Fitch | Megan Prescott (VF : Cécile Nodie)    | 3 - 4            | 3.09, 4.04                   |
| Katie est la sœur jumelle populaire, dynamique et farouchement individualiste d'Emily. Un peu superficielle, elle se montre arrogante envers ceux sur qui elle est en position de supériorité, et notamment sa sœur, envers qui elle semble peu attachée au premier abord. Elle est en couple avec Danny Guillermo (Henry Garrett). |                                       |                  |                              |
| |                                       |                  |                              |
| Thomas Tomone | Merveille Lukeba (VF : Arthur Pestel) | 3 - 4            | 3.03, 4.01                   |
| Thomas est originaire du Congo et s'installe à Bristol. Il parle français et devra s'intégrer avec sa famille parmi les Anglais. Posé et généreux, il est impressionné par la civilisation européenne. |                                       |                  |                              |
| |                                       |                  |                              |

### Personnages secondaires
Le groupe de personnages qui a ont un rôle secondaire dans le développement de la série.
- Karen McClair (Klariza Clayton) (VF : Ysa Ferrer) : la sœur de Freddie. Elle souhaite devenir célèbre grâce à son talent de danseuse, et son frère vit mal la place grandissante qu'elle prend dans son foyer.
- John White (Mackenzie Crook) : célèbre malfrat de Bristol, père d'une des copines de Karen, la sœur de Freddie. Il déteste profondément Cook. Il apparait au début de la saison 3.
- Danny Guillermo (Henry Garrett) : le petit-ami dragueur de Katie dans la saison 3. Joueur de football réserviste chez les Bristol Rovers, il possède une Renault Mégane coupé cabriolet jaune dont il est très fier. Il est en couple avec la meilleure amie de Candy dans la saison 4 (on ne le revoit pas).
- Steve (David Baddiel) : le patron de Jim Stonem, le père d'Effy. Lui et Jim semblent travailler dans une société liée à l'informatique. Il est l'amant de la mère d'Effy dans la saison 3.
- Sam (Ben Evans) (VF : Joachim Salinger) : le nouveau petit ami de Katie dans la saison 4 (jusqu'à l"épisode 4).
- Candy (Lily Davis-Broom) : une rivale de Katie dans la saison 4.
- Lara Lloyd (Georgia Henshaw) : la première copine de JJ (dès l'épisode 06 dans la saison 04). Déjà mère, elle travaille dans le même magasin de bonbons de JJ. C'est une fille jolie et calme, mais qui cache beaucoup de force et de courage en elle.
- John Foster (Hugo Speer) : le psychiatre d'Effy dans les épisodes 7 et 8 de la saison 4. Sa méthode semble avoir été efficace pour remettre Effy dans le droit chemin... En apparence seulement.

### Familles

#### Thomas
- Kasoke Tomone (Aicha Kossoko) : la mère de Thomas. elle débarque du Congo par surprise avec le petit-frère et la petite-sœur de Thomas.
- Fumi Tomone : la petite-sœur de Thomas.
- Daniel Tomone : le petit-frère de Thomas.

#### Effy
- Jim Stonem (Harry Enfield) : le père de Effy qui se laisse vite déborder par celle-ci.
- Anthea Stonem (Morwenna Banks) : la mère de Effy qui contrairement à son mari est calme et posée.
- Tony Stonem (Nicholas Hoult) : le grand frère de Effy

#### Freddie
- Karen McClair (Klariza Clayton) : la grande sœur de Freddie. Elle souhaite devenir célèbre et son frère s'inquiète souvent pour elle. Elle a également couché avec Cook et a perdu un concours à cause de lui car "elle a pris sa remise et lui il lui pris sa victoire". Lors de ce concours, elle se servait du fait que sa mère soit décédée pour attendrir les téléspectateurs et donc pour gagner.
- Leo McClair (Simon Day) : le père de Freddie dont la femme est décédée. Ses rapports sont assez tendus avec Freddie mais bons avec Karen à qui il cède tout.
- Norman (Dudley Sutton) : le grand-père de Freddie.

#### Pandora
- Angela Moon (Sally Phillips) : la mère surprotectrice de Pandora. Son crédo ? Les garçons, la drogue, l'alcool, le sexe : c'est mal.
- Elizabeth (Maureen Lipman) : la tante de Pandora qui cultive du cannabis sans le savoir. Du moins, c'est ce que l'on croit.

#### Naomi
- Gina Campbell (Olivia Colman) : la mère de Naomi. Elle héberge toutes sortes de gens, dont des hippies dans leur grande maison.

#### JJ
- Cecilia Jones (Juliet Cowan) : la mère de JJ. Elle semble avoir du mal à gérer le handicap de JJ.
- Edward Jones (Douglas Hodge) : le père de JJ qui semble peu impliqué dans sa vie de famille et fuit ses responsabilités.

#### Katie & Emily
- James Fitch (Redd Smith) : le petit-frère obsédé des jumelles. Il n'hésite pas à se mettre en position de victime auprès de ses parents lorsqu'il est puni par ses sœurs qu'il aime embêter.
- Jenna Fitch (Ronni Ancona) : la mère des jumelles. Elle a tendance à défendre Katie, ce qui a le dont d'énerver Emily.
- Rob Fitch (John Bishop) : le père des jumelles. Il possède un club de fitness et ne jure que par une bonne forme physique.

#### Cook
- Cook Senior (Matt King) : le père de Cook, tout aussi déjanté que son fils mais brouillé avec lui. Il a une lourde ardoise de dettes au bar du coin et possède un bateau.
- Ruth Byatt (Tanya Franks) : la mère de Cook, ancienne prostitué, recovertit en artiste contemporaine reconnue.
- Paddy Cook (William Lang) : le petit-frère de Cook qui l'idolâtre.

### Personnel du Roundview College
- Doug Parry-Denham (Giles Thomas) : professeur de biologie. Il est responsable des élèves (Head of year) dans la saison 3.

- Harriet Lawes (Victoria Wicks) : la directrice du lycée Roundview (saison 3).
- David Blood (Chris Addison) : le proviseur du lycée Roundview (saison 4).
- Josie Long (Josie Long) : était présente dans les saisons précédentes comme conseillère d'orientation. Elle est désormais prof d'anglais et enseigne avec une méthode plutôt particulière.
- Kieran Mac Foeinaiugh (Ardal O'Hanlon) : le prof de politique de Naomi qui l'apprécie beaucoup et qui l'encourage à s'engager dans cette voie. Il déteste enseigner.
- T. Love (Will Young) : conseiller, fan de Michael Jackson.

## Troisième génération (2011-2012)
Ces personnages apparaissent exclusivement dans les saisons 5 et 6 de la série.

### Personnages principaux
Les personnages suivants participent de manière active au déroulement de la série.
| Nom du personnage | Acteur                                      | Saisons | Episodes dédiés |  |
| --- | ------------------------------------------- | ------- | --------------- |  |
| Francesca "Franky" Fitzgerald | Dakota Blue Richards (VF : Claire Bouanich) | 5-6     | 5.01, 6.04      |  |
| Au début, Franky est d'abord présenté comme étant solitaire, névrosée, à tendance asociale. Franky trouve cependant une intense complicité avec les deux parias du lycée, Alo et Rich ainsi qu'avec l'excentrique et éthérée Grace. |                                             |         |                 |  |
| |                                             |         |                 |  |
| "Rich" Richard Hardbeck | Alexander Arnold (VF : Olivier Martret)     | 5-6     | 5.02, 6,02      |  |
| Ami d'Alo avec qui il va de pair. Issu de la classe moyenne dont il rêve de s'évader, Rich est un jeune métalleux, fan de hard rock et heavy métal joueur de guitare qui constitue pour lui une échappatoire. Il est relativement borné et n'accepte pas les opinions divergentes. Il va fortement se rapprocher de Grace. |                                             |         |                 |  |
| |                                             |         |                 |  |
| "Alo" Aloysius Creevey | Will Merrick (VF : Adrien Larmande)         | 5-6     | 5.06, 6.07      |  |
| Issu d'une famille de fermiers, Alo est le meilleur ami de Rich. C'est un grand fêtard qui refuse de grandir. Ses relations avec ses parents, particulièrement sa mère, sont très tendues. C'est un optimiste roux envisageant un avenir brillant. Il est fan de porno et possède un van, dont il est très fier, ainsi qu'un chien. Ses parents tiennent une ferme, ils souhaitent que Alo reprenne l'affaire dans le futur.                             |                                             |         |                 |  |
| |                                             |         |                 |  |
| "Mini" Minerva McGuinness | Freya Mavor (VF : Maïa Michaud)             | 5-6     | 5.03, 6.05      |  |
| Séduisante blonde en couple avec Nick. Très superficielle, satisfaite d'elle-même (fière notamment de sortir avec l'un des garçons les plus populaires de la ville) |                                             |         |                 |  |
| |                                             |         |                 |  |
| Olivia "Liv" Malone | Laya Lewis (VF : Céline Ronté)              | 5-6     | 5.04, 6.08      |  |
| Amie de Mini à qui elle rêve de ressembler. Elle désire donc apparaître comme une femme forte que rien n'affecte mais devra faire face à sa première rupture amoureuse. Ayant Mini comme modèle, elle rejette logiquement Franky mais finit par se rapprocher d'elle. |                                             |         |                 |  |
| |                                             |         |                 |  |
| Grace Violet | Jessica Sula (VF : Fily Keita)              | 5-6     | 5.07            |  |
| la meilleure amie de Mini la suivant partout et lui servant essentiellement de faire-valoir. Célibataire très sage, passionnée de danse classique et de belles histoires d'amour qu'elle rêve de vivre un jour. Elle est la première à tenter de se lier d'amitié avec Franky et devra la défendre face à Mini. Elle est la fille cachée d'un personnage bien connu des fans. Elle est en couple avec Rich Hardbeck depuis l'épisode Mini de la saison 5 |                                             |         |                 |  |
| |                                             |         |                 |  |
| Nick Levan | Sean Teale (VF : Jimmy Redler)              | 5-6     | 5.05, 6.06      |  |
| Nick est le frere de Matty,révélé dan l'épisode Liv. Il est également le petit copain de Mini, qui ne se gene pas de s'en vanter. |                                             |         |                 |  |
| |                                             |         |                 |  |
| Matty Levan | Sebastian De Souza (VF : Julien Bouanich)   | 5-6     | -               |  |
| Introduit à la série dans l'épisode Liv, il se révèle le frère de Nick. Personnage sombre et préoccupé en pleine désillusion. Il semble indifférent aux sentiments de son entourage. |                                             |         |                 |  |
| |                                             |         |                 |  |
| Alexander "Alex" Henley | Sam Jackson                                 | 6       | 6.03            |  |
| Alex est un adolescent homosexuel, qui additionne les conquêtes. Il est très solitaire et semble avoir des difficultés à s'intégrer au reste du groupe, sauf avec Liv. |                                             |         |                 |  |
| |                                             |         |                 |  |

### Personnages secondaires
Le groupe de personnages qui a un rôle secondaire dans le développement de la série.

### Personnel du Roundview College
- Doug Parry-Denham (Giles Thomas) : professeur de biologie. Il est responsable des élèves (Head of year) dans la saison 3 et dans les suivantes.
- David Blood (Chris Addison) : le proviseur du lycée Roundview (saison 4 et suivantes).
- Josie Long (Josie Long) : était présente dans les saisons précédentes comme conseillère d'orientation. Elle est désormais prof d'anglais et enseigne avec une méthode plutôt particulière.